# Natori Atsushi
Natori Atsushi (sinh ngày 12 tháng 11 năm 1961) là một cầu thủ bóng đá người Nhật Bản.

## Đội tuyển bóng đá quốc gia Nhật Bản
Natori Atsushi thi đấu cho đội tuyển bóng đá quốc gia Nhật Bản từ năm 1988 đến 1989.

## Thống kê sự nghiệp
| Đội tuyển bóng đá Nhật Bản | Đội tuyển bóng đá Nhật Bản | Đội tuyển bóng đá Nhật Bản |
| Năm                        | Trận                       | Bàn                        |
| -------------------------- | -------------------------- | -------------------------- |
| 1988                       | 1                          | 0                          |
| 1989                       | 5                          | 0                          |
| Tổng cộng                  | 6                          | 0                          |